# Профессиональное самоопределение студентов
Профессиональное самоопределение студентов — процесс личностного поиска обучающегося, в ходе которого происходит формирование у него ценностного отношения к будущей профессии, а также процесс её приобретения.
Профессиональное самоопределение студентов является частью процесса социализации, в рамках которого происходит поиск места в жизни, в обществе. На профессиональное самоопределение значительно влияют не только собственная активность личности, но и влияние семьи, ближайшего окружения, ситуации в стране проживания и в мире.
Профессиональное самоопределение обучающихся в образовательных организациях как правило носит сопровождающий характер.
Под педагогическим сопровождением профессионального самоопределения студентов понимается:
1. специальная деятельность педагогов, ориентированная на оказание поддержки в адаптации, личностном и профессиональном росте студентов;
2. взаимодействие педагогов и студентов, направленное на обеспечение условий для более адекватного осознания студентами путей своего личностного и профессионального развития в период обучения в образовательной организации профессионального образования.